# Cornelia Funke
Œuvres principales
- Le Prince des voleurs
- Cœur d'encre
- Série Reckless

Cornelia Funke, née le 10 décembre 1958 à Dorsten en Rhénanie-du-Nord-Westphalie, est une écrivaine et illustratrice allemande, internationalement connue comme auteur de littérature d'enfance et de jeunesse.

## Biographie
Elle exerce le métier d'éducatrice pour enfants avant de devenir illustratrice.
Depuis 1987, elle travaille en indépendante et produit des ouvrages pour enfants qu'elle illustre elle-même, ou illustrés par Kerstin Meyer.
En 2006 elle remporte le Grand prix de l'Imaginaire pour son roman Cœur d'encre.
Ses livres ont été traduits dans 37 langues et elle a vendu 26 millions de livres dans le monde. Elle est parfois surnommée la "J.K. Rowling allemande".
Le réalisateur britannique Iain Softley a adapté en 2008 Cœur d'encre au cinéma et son film porte le même titre.
Elle a deux enfants, Anna et Ben, et vit actuellement à Los Angeles (États-Unis).

## Récompenses
Parmi les innombrables récompenses internationales qu'elle a reçues figurent le Book Sense Award du livre de l'année, le Mildred L. Batchelder Award, le Prix Suisse de la littérature jeunesse, le Prix du livre pour enfants de Zurich et le Torchlight Children's Book Award anglais.
En novembre 2008, elle a reçu la croix de chevalier de l'Ordre du Mérite de la République fédérale d'Allemagne, la plus haute distinction d'Allemagne.

## Œuvres

### SérieDie Gespensterjäger
1. (de) Gespensterjäger auf eisiger Spur, 1993
2. (de) Gespensterjäger im Feuerspuk, 1994
3. (de) Gespensterjäger in der Gruselburg, 1995
4. (de) Gespensterjäger in großer Gefahr, 2001

### SérieDie Wilden Hühner
1. (de) Die Wilden Hühner, 1993
2. (de) Die Wilden Hühner auf Klassenfahrt, 1996
3. (de) Die Wilden Hühner, Fuchsalarm, 1998
4. (de) Die Wilden Hühner und das Glück der Erde, 2000
5. (de) Die Wilden Hühner und die Liebe, 2003

### SérieWeitere Die-Wilden-Hühner Bücher
1. (de) Die Wilden Hühner – Das Bandenbuch zum Mitmachen, 2001
2. (de) Die Wilden Hühner – Mein Tagebuch, 2004
3. (de) Die Wilden Hühner und die Liebe, 2008
4. (de) Die Wilden Hühner Fuchsalarm
5. (de) Die Wilden Hühner und das LebenÉcrit avec Thomas Schmid.
6. (de) Die Wilden Hühner Huhn ist weg
7. (de) Die Wilden Hühner auf Klassenfahrt

### SérieCœur d'encre
1. Cœur d'encre, Hachette Jeunesse, 2004 ((de) Tintenherz, 2003)
2. Sang d'encre, Gallimard Jeunesse, 2005 ((de) Tintenblut, 2005)
3. Mort d'encre, Gallimard Jeunesse, 2010 ((de) Tintentod, 2007)
4. (de) Die Farbe der Rache, Dressler, 2023

### SérieReckless
1. Le Sortilège de pierre, Gallimard Jeunesse, 2010 ((de) Reckless. Steinernes Fleisch, 2010)
2. Le Retour de Jacob, Gallimard Jeunesse, 2014 ((de) Reckless. Lebendige Schatten, 2012)
3. Le Fil d'or, Gallimard Jeunesse, 2016 ((de) Reckless. Das goldene Garn, 2015)

### SérieCapitaine Barberousse
1. Capitaine Barberousse et sa bande d'affreux, Bayard Jeunesse, 2004 ((de) Käpten Knitterbart und seine Bande, 1993)
2. Capitaine Barberousse sur l'île au trésor, Bayard Jeunesse, 2007 ((de) Käpten Knitterbart auf der Schatzinsel, 1995)

### SérieCavalier du dragon
1. Le Cavalier du dragon, Hachette Jeunesse, 2005 ((de) Drachenreiter, 1997)Réédition sous le titre Cavalier du dragon, Gallimard Jeunesse, 2018
2. La Plume du griffon, Gallimard Jeunesse, 2018 ((de) Die Feder eines Greifs, 2016)

### Romans indépendants
- (de) Die große Drachensuche. Oder Ben und Lisa fliegen aufs Dach der Welt, 1988
- (de) Hinter verzauberten Fenstern, 1989
- (de) Kein Keks für Kobolde, 1989
- (de) Lilli und Flosse, 1990
- (de) Potilla, 1992
- (de) Monstergesicht, 1993
- (de) Käpten Knitterbart und seine Bande, 1993
- (de) Ene-mene-Rätselspaß mit Vampiren, 1994
- (de) Rittergeschichten, 1994
- (de) Zwei wilde, kleine Hexen, 1994
- (de) Zottelkralle, das Erdmonster, 1994
- (de) Als der Weihnachtsmann vom Himmel fiel, 1994
- (de) Käpten Knitterbart auf der Schatzinsel, 1995
- (de) Greta und Eule, Hundesitter 1995
- (de) Der Mondscheindrache, 1996
- Loup-garou !, Rageot, 2017 ((de) Kleiner Werwolf, 1996)
- (de) Das verzauberte Klassenzimmer, 1997
- (de) Gruselrätsel mit Vampiren, 1997
- (de) Hände weg von Mississippi, 1997
- (de) Tiergeschichten, 1997
- (de) Prinzessin Isabella, 1997
- (de) Verflixt und zugehext, 1998
- (de) Dicke Freundinnen, 1998
- (de) Igraine Ohnefurcht, 1998
- (de) Dachbodengeschichten, 1998Illustré par Wilfried Gebhard
- (de) Strandgeschichten, 1999
- (de) Das Piratenschwein, 1999
- (de) Der verlorene Wackelzahn, 2000
- Le Prince des voleurs, Hachette Jeunesse, 2003 ((de) Herr der Diebe, 2000)
- (de) Mick und Mo im Wilden Westen, 2000
- (de) Dicke Freundinnen und der Pferdedieb, 2001
- Le Mystérieux Chevalier sans nom, Bayard Jeunesse, 2005 ((de) Der geheimnisvolle Ritter Namenlos, 2001)
- (de) Die schönsten Erstlesegeschichten, 2002
- (de) Emma und der blaue Dschinn, 2002
- (de) Kribbel Krabbel Käferwetter, 2003
- (de) Vorlesegeschichten von Anna, 2003
- (de) Die Glücksfee, 2003
- Le Petit Frère le plus fort du monde !, Bayard Jeunesse, 2006 ((de) Der wildeste Bruder der Welt, 2004)
- (de) Mick und Mo im Weltraum, 2004
- (de) Cornelia Funke erzählt von Bücherfressern, Dachbodengespenstern und anderen Helden, 2004
- (de) Rosannas großer Bruder, 2005
- (de) Wo das Glück wächst. Mit Bildern von Regina Kehn, 2008
- (de) Das Monster vom blauen Planet, 2008
- (de) Der verlorene Engel, 2009
- (de) Der Bücherfresser, 2011
- (de) Geisterritter, 2011
- Le Labyrinthe de Pan, Michel Lafon, 2019 ((de) Das Labyrinth des Fauns, 2019)Écrit avec Guillermo del Toro.